# 粂井謙三
粂井 謙三（くめい けんぞう、1956年 - ）は日本のプロのマンドリニスト。大阪市立大学理学部卒。

## 来歴・人物
中学時代より独学にてマンドリンを始め修得。第5回全日本マンドリン独奏コンクール第5位（1976）、第6回同コンクール第1位（1978）。
1980年NHK洋楽オーディション合格。1984年日本演奏家連盟推薦演奏会に出演。
マンドリンとギター（杉浦知美）による室内楽コンサートを継続的に実施。
テレビ・ラジオ等にも多数出演し、独奏の他、カンツォーネ、歌謡曲等の伴奏者として活躍している。
関西地区の学生のマンドリングラブの指導にもあたり、クラブの演奏会や、マンドリンコンクールでの模範演奏を実施。
弦楽曲（弦楽四重奏など）のマンドリン・アンサンブルへの編曲にも携わる。